# Световно първенство по шахмат 1891
Световното първенство по шахмат през 1891 г. се провежда под формата на мач между световния шампион Вилхелм Щайниц и Исидор Гунсберг в Ню Йорк от 9 декември 1890 до 22 януари 1891 година.
Щайниц побеждава с 10.5–8.5 точки и запазва титлата си.
Исидор Гунсберг остава на трето място в първия турнир на претендентите, организиран от 6. Американски шах-конгрес и спечелен с равен брой точки от Макс Вайс и Михаил Чигорин. Двамата отказват да играят за световната титла и така Гунсберг получава правото да играе мач с Щайниц.

## Регламент
По регламент победител е играчът, спечелил повече точки след 20 партии или първи спечелил 10 партии. При резултат 10-10 мачът трябва да продължи докато единият играч спечели десет партии. При равенство 9-9 Щайниц би запазил титлата си.

## Резултати
|                 | 1 | 2 | 3 | 4 | 5 | 6 | 7 | 8 | 9 | 10 | 11 | 12 | 13 | 14 | 15 | 16 | 17 | 18 | 19 | Точки |
| --------------- | - | - | - | - | - | - | - | - | - | -- | -- | -- | -- | -- | -- | -- | -- | -- | -- | ----- |
| Вилхелм Щайниц  | ½ | 1 | ½ | 0 | 0 | 1 | 1 | ½ | ½ | 1  | ½  | 0  | 1  | ½  | ½  | 0  | ½  | 1  | ½  | 10½   |
| Исидор Гунсберг | ½ | 0 | ½ | 1 | 1 | 0 | 0 | ½ | ½ | 0  | ½  | 1  | 0  | ½  | ½  | 1  | ½  | 0  | ½  | 8½    |